# 美郷ほたるまつり
美郷ほたるまつり（みさとほたるまつり）は、徳島県吉野川市美郷で毎年5月から6月に開催されるホタルに関する祭典。とくしま88景選定。

## 概要
毎年5月下旬から6月中旬に美郷地区の川田川周辺で行われており、ホタルを活用した地域おこしの一環として1986年（昭和61年）に初めて開催された。会場ではホタルの見学者に対する観察案内を行っているほか、夜店やアトラクションを提供している。
会場となる美郷地区は「美郷のホタル及びその発生地」として国の天然記念物に指定されており、近くには美郷ほたる館もある。

## 交通
- JR徳島線「阿波山川駅」より車で約10分。
- 徳島自動車道「脇町インターチェンジ」より車で約20分。